# ایسکوا (واشینگتن)
ایسکوا (به انگلیسی: Issaquah) شهری در شهرستان کینگ ایالت واشنگتن است که در سرشماری سال ۲۰۱۰ میلادی، ۳۰۴۳۴ نفر جمعیت داشته است.